# Copa da UEFA de 1979–80
A Copa da UEFA de 1979-80 foi a nona edição da Copa da UEFA, vencida pelo Eintracht Frankfurt em vitória sobre o Borussia Mönchengladbach no número de gols marcados fora de casa. Contou com a participação de 64 clubes. O Dinamo București aplicou a maior goleada da competição, ao fazer 9–0 no Alki Larnaca FC.

## Primeira fase
| Equipe 1                   | Total  | Equipe 2                  | 1.º jogo     | 2.º jogo          |
| -------------------------- | ------ | ------------------------- | ------------ | ----------------- |
| Zbrojovka Brno             | 7–1    | Esbjerg fB                | 6–0 (Report) | 1–1 (Report)      |
| Aarhus Gymnastik Forening  | 2–1    | Stal Mielec               | 1–1 (Report) | 1–0 (Report)      |
| Aberdeen F.C.              | 1–2    | Eintracht Frankfurt       | 1–1 (Report) | 0–1 (Report)      |
| Aris Thessaloniki          | 4–3    | SL Benfica                | 3–1 (Report) | 1–2 (Report)      |
| Atlético Madrid            | 1–5    | Dynamo Dresden            | 1–2 (Report) | 0–3 (Report)      |
| Borussia Mönchengladbach   | 4–1    | Viking F.K.               | 3–0 (Report) | 1–1 (Report)      |
| Dinamo București           | 12–0   | Alki Larnaca FC           | 3–0 (Report) | 9–0 (Report)      |
| Dundee United F.C.         | (a)1–1 | R.S.C. Anderlecht         | 0–0 (Report) | 1–1 (Report)      |
| FC Bohemians Praha         | 2–4    | Bayern Munich             | 0–2 (Report) | 2–2 (Report)      |
| FC Carl Zeiss Jena         | 4–1    | West Bromwich Albion F.C. | 2–0 (Report) | 2–1 (Report)      |
| FC Dynamo Kyiv             | 3–2    | PFC CSKA Sofia            | 2–1 (Report) | 1–1 (Report)      |
| FC Progrès Niedercorn      | 0–6    | Grasshopper Club Zürich   | 0–2 (Report) | 0–4 (Report)      |
| FC Shakhtar Donetsk        | 2–3    | AS Monaco FC              | 2–1 (Report) | 0–2 (Report)      |
| Feyenoord Rotterdam        | 2–0    | Everton                   | 1–0 (Report) | 1–0 (Report)      |
| Fussballclub Zürich        | 2–8    | 1. FC Kaiserslautern      | 1–3 (Report) | 1–5 (Report)      |
| Galatasaray                | 1–3    | Red Star Belgrade         | 0–0 (Report) | 1–3 (Report)      |
| Glenavon F.C.              | 0–2    | Standard Liège            | 0–1 (Report) | 0–1 (Report)      |
| Internazionale             | 3–2    | Real Sociedad             | 3–0 (Report) | 0–2 (Report)      |
| Kalmar FF                  | 2–2(a) | Keflavik IF               | 2–1 (Report) | 0–1 (Report)      |
| KPT Kuopio                 | 1–4    | Malmö FF                  | 1–2 (Report) | 0–2 (Report)      |
| Napoli                     | 2–1    | Olympiacos                | 2–0 (Report) | 0–1 (Report)      |
| Orduspor                   | 2–6    | FC Baník Ostrava          | 2–0 (Report) | 0–6 (Report)      |
| Perugia                    | 1–0    | Dinamo Zagreb             | 1–0 (Report) | 0–0 (Report)      |
| PFC Lokomotiv Sofia        | 3–2    | Ferencvárosi Torna Club   | 3–0 (Report) | 0–2 (Report)      |
| SK Rapid Wien              | 2–4    | Diósgyőri VTK Miskolc     | 0–1 (Report) | 2–3 (Report)      |
| Skeid Fotball              | 1–10   | Ipswich Town F.C.         | 1–3 (Report) | 0–7 (Report)      |
| Sporting Clube de Portugal | 2–0    | Bohemian F.C.             | 2–0 (Report) | 0–0 (Report)      |
| Sporting de Gijón          | 0–1    | PSV Eindhoven             | 0–0 (Report) | 0–1 (Report)      |
| Valletta                   | 0–7    | Leeds United F.C.         | 0–4 (Report) | 0–3 (Report)      |
| Stuttgart                  | (a)2–2 | Torino                    | 1–0 (Report) | 1–2(aet) (Report) |
| Widzew Łódź                | 2–4    | AS Saint-Étienne          | 2–1 (Report) | 0–3 (Report)      |
| Wiener Sport-Club          | 1–3    | FC Universitatea Craiova  | 0–0 (Report) | 1–3 (Report)      |

## Segunda fase
| Equipe 1                   | Total  | Equipe 2              | 1.º jogo     | 2.º jogo          |
| -------------------------- | ------ | --------------------- | ------------ | ----------------- |
| Zbrojovka Brno             | 5–2    | Keflavik ÍF           | 3–1 (Report) | 2–1 (Report)      |
| Aarhus Gymnastik Forening  | 2–5    | Bayern Munich         | 1–2 (Report) | 1–3 (Report)      |
| Aris Thessaloniki          | 4–1    | Perugia               | 1–1 (Report) | 3–0 (Report)      |
| Borussia Mönchengladbach   | 4–3    | Internazionale        | 1–1 (Report) | 3–2(aet) (Report) |
| Dinamo București           | 2–3    | Eintracht Frankfurt   | 2–0 (Report) | 0–3(aet) (Report) |
| Dundee United F.C.         | 1–4    | Diósgyőri VTK Miskolc | 0–1 (Report) | 1–3 (Report)      |
| Dynamo Dresden             | 1–1(a) | Stuttgart             | 1–1 (Report) | 0–0 (Report)      |
| FC Baník Ostrava           | 1–2    | FC Dynamo Kyiv        | 1–0 (Report) | 0–2 (Report)      |
| FC Universitatea Craiova   | 4–0    | Leeds United F.C.     | 2–0 (Report) | 2–0 (Report)      |
| Feyenoord Rotterdam        | 5–1    | Malmö FF              | 4–0 (Report) | 1–1 (Report)      |
| Grasshopper Club Zürich    | (a)1–1 | Ipswich Town F.C.     | 0–0 (Report) | 1–1 (Report)      |
| PFC Lokomotiv Sofia        | 5–4    | AS Monaco FC          | 4–2 (Report) | 1–2 (Report)      |
| PSV Eindhoven              | 2–6    | AS Saint-Étienne      | 2–0 (Report) | 0–6 (Report)      |
| Red Star Belgrade          | 6–4    | FC Carl Zeiss Jena    | 3–2 (Report) | 3–2 (Report)      |
| Sporting Clube de Portugal | 1–3    | 1. FC Kaiserslautern  | 1–1 (Report) | 0–2 (Report)      |
| Standard Liège             | 3–2    | Napoli                | 2–1 (Report) | 1–1 (Report)      |

## Terceira fase
| Equipe 1                 | Total  | Equipe 2                 | 1.º jogo     | 2.º jogo     |
| ------------------------ | ------ | ------------------------ | ------------ | ------------ |
| AS Saint-Étienne         | 7–4    | Aris Thessaloniki        | 4–1 (Report) | 3–3 (Report) |
| Bayern Munich            | 4–3    | Red Star Belgrade        | 2–0 (Report) | 2–3 (Report) |
| Borussia Mönchengladbach | 2–1    | FC Universitatea Craiova | 2–0 (Report) | 0–1 (Report) |
| Diósgyőri VTK Miskolc    | 1–8    | 1. FC Kaiserslautern     | 0–2 (Report) | 1–6 (Report) |
| Eintracht Frankfurt      | 4–2    | Feyenoord Rotterdam      | 4–1 (Report) | 0–1 (Report) |
| Grasshopper Club Zürich  | 0–5    | Stuttgart                | 0–2 (Report) | 0–3 (Report) |
| PFC Lokomotiv Sofia      | (a)2–2 | FC Dynamo Kyiv           | 1–0 (Report) | 1–2 (Report) |
| Standard Liège           | 3–5    | Zbrojovka Brno           | 1–2 (Report) | 2–3 (Report) |

## Quartas-de-final
| Equipe 1            | Total | Equipe 2                 | 1.º jogo     | 2.º jogo     |
| ------------------- | ----- | ------------------------ | ------------ | ------------ |
| Kaiserslautern      | 2–4   | Bayern Munich            | 1–0 (Report) | 1–4 (Report) |
| Saint-Étienne       | 1–6   | Borussia Mönchengladbach | 1–4 (Report) | 0–2 (Report) |
| Eintracht Frankfurt | 6–4   | Zbrojovka Brno           | 4–1 (Report) | 2–3 (Report) |
| Stuttgart           | 4–1   | Lokomotiv Sofia          | 3–1 (Report) | 1–0 (Report) |

## Semifinais
| Equipe 1          | Total | Equipe 2                 | 1.º jogo | 2.º jogo  |
| ----------------- | ----- | ------------------------ | -------- | --------- |
| FC Bayern München | 3–5   | Eintracht Frankfurt      | 2–0      | 1–5 (aet) |
| Stuttgart         | 2–3   | Borussia Mönchengladbach | 2–1      | 0–2       |

## Final
| Equipe 1                 | Total   | Equipe 2            | 1.º jogo     | 2.º jogo     |
| ------------------------ | ------- | ------------------- | ------------ | ------------ |
| Borussia Mönchengladbach | 3–3 (a) | Eintracht Frankfurt | 3–2 (Report) | 0–1 (Report) |